# Keith Thomas (Historiker)
Keith Vivian Thomas, CH (* 2. Januar 1933 in Wick, Glamorgan) ist ein walisischer Historiker der Frühen Neuzeit, der an der Oxford University lehrte. Sein bekanntestes Buch ist Religion and the Decline of Magic.

## Leben
Thomas besuchte die Barry County Grammar School in Barry, Vale of Glamorgan. Dann studierte er Moderne Geschichte am Balliol College, Oxford. Seinen B. A. erwarb er an der University of Oxford 1955 und darauf den M. A. Er war Fellow am All Souls College, Oxford, von 1955 bis 1957, dann am St John’s College. Seine erste Position war Reader von 1978 bis 1985, darauf von 1986 bis 2000 Professor und zugleich Präsident des Corpus Christi College. Im Folgejahr gehörte er wieder zum All Souls College.
Er war beratender Herausgeber der Oxford Dictionary of National Biography und ein Herausgeber der Oxford Paperback University Series (OPUS) in der Oxford University Press.
Thomas unterstützt die Humanists UK, eine Organisation zur Förderung des säkularen Humanismus.

## Werk
In Religion and the Decline of Magic hat Thomas die Gegensätze zwischen der elitären Hochreligion und dem magisch orientierten Volksglauben in England ausgewertet. Wie Carlo Ginzburg in Friaul ist er auf zahlreiche magische Praktiken und archaische Glaubensinhalte mit Verehrung von Sonne und Mond gestoßen. Dazu gehörten auch die Teufelsfurcht und die Hexenangst, die zu zahlreichen Denunziationen in den Dörfern geführt habe. Hintergrund seien auch soziale Veränderungen wie die Einhegungen und der Verlust von katholischen Praktiken durch die Reformation in England gewesen, der besonders die Frauen enttäuscht habe. Dabei traf er sich in vielem mit Alan Macfarlane.

## Ehrungen
Thomas wurde 1970 zum Fellow der Royal Historical Society (Vizepräsident 1980–84) und 1979 der British Academy (Präsident 1993–97) gewählt. 1983 wurde er zum Foreign Honorary Member der American Academy of Arts and Sciences und 1993 in die Academia Europaea gewählt.
Er ist Ehrenfellow von Balliol (1984) und St John’s (1986), der Corpus Christi Colleges, Oxford, und der Cardiff University (1995). Ehrendoktorate bekam er von der University of Kent (DLitt 1983), University of Wales (DLitt 1987), Williams College (LLD 1988), University of Sheffield (LittD 1992), University of Cambridge (LittD 1995), University of Hull (DLitt 1995), University of Leicester (DLitt 1996), University of Sussex (DLitt 1996), Oglethorpe University (LLD 1996), und University of Warwick (DLitt 1998).
1988 wurde er zum Knight Bachelor ernannt und 1991 erhielt er den Verdienstorden der Republik Italien. 2019 wurde er in den Order of the Companions of Honour aufgenommen.

## Schriften
- The Social Origins of Hobbes’s Thought, in: Hobbes Studies, ed. K.C. Brown (Oxford : Basil Blackwell, 1965), 185–236
- History and Anthropology, in Past & Present 24 (1963), 3–24
- Religion and the Decline of Magic: Studies in Popular Beliefs in Sixteenth- and Seventeenth-Century England (London: Weidenfeld and Nicolson, 1971; New York, Scribner 1971; Harmondsworth; London: Penguin, 1973; Harmondsworth: Penguin, 1978; London: Weidenfeld & Nicolson, 1997)
- Rule and Misrule in the Schools of Early Modern England (Reading: University of Reading, 1976)
- Age and Authority in Early Modern England (London: British Academy, 1976)
- The Perception of the Past in Early Modern England: The Creighton Trust Lecture 1983, Delivered before the University of London on Monday 21 November 1983 (London: University of London, 1983)
  - Vergangenheit, Zukunft, Lebensalter : Zeitvorstellungen im England d. frühen Neuzeit, 1988
- Man and the Natural World: Changing Attitudes in England, 1500–1800 (London: Allen Lane, 1983; Harmondsworth: Penguin, 1984); first American edition published as Man and the Natural World: A History of the Modern Sensibility (New York: Pantheon, 1983).
- History and Literature: the Ernest Hughes Memorial Lecture Delivered at the College on 7 March 1988 (Swansea: University College of Swansea, 1988)
- Ways of Doing Cultural History, in: Rik Sanders (ed.), Balans en perspectief van de Nederlandse cultuurgeschiedenis (Amsterdam: Rodopi, 1991)
- Changing Conceptions of National Biography: The Oxford DNB in Historical Perspective (Cambridge: Cambridge University Press, 2005)
- The Ends of Life: Roads to Fulfilment in Early Modern England (Oxford: Oxford University Press, 2009), ISBN 0-19-924723-4;[8]
- Keith Thomas: The Great Fight Over the Enlightenment. ISSN 0028-7504 (nybooks.com [abgerufen am 30. Juli 2022]).
- In Pursuit of Civility: Manners and Civilization in Early Modern England (London: Yale University Press, 2018)

### Herausgeber
- Great Political Thinkers (Oxford: Oxford University Press, 1992)
- The Oxford Book of Work (Oxford: Oxford University Press, 1999)
- mit Donald Pennington: Puritans and Revolutionaries: Essays in Seventeenth-Century History Presented to Christopher Hill (Oxford: Clarendon Press, 1978)
- mit Andrew Adonis: Roy Jenkins: A Retrospective (Oxford: Oxford University Press, 2004)

## Einzelbelege
1. ↑  Sir Keith Thomas (Sir Keith Vivian Thomas) Biography - (1933– ), (Sir Keith Vivian Thomas), Religion and the Decline of Magic, Man and the Natural World. Abgerufen am 30. Juli 2022 (englisch).
2. ↑  Thomas, Sir Keith (Vivian), (born 2 Jan. 1933), Fellow of All Souls College, Oxford, 1955–57 and 2001–15, now Hon. Fellow; President of Corpus Christi College, Oxford, 1986–2000 (Hon. Fellow, 2000). Abgerufen am 30. Juli 2022 (englisch).
3. ↑  Sir Keith Thomas | All Souls College. Abgerufen am 30. Juli 2022.
4. ↑  OPUS (Oxford Paperback University Series) (O.U.P.) – Book Series List, publishinghistory.com. Abgerufen am 9. August 2018.
5. ↑  Distinguished supporters of Humanism Richard Norman and Colin Blakemore support H4BW. In: Humanists UK. Abgerufen am 30. Juli 2022 (englisch).
6. ↑  Jean Delumeau: Angst im Abendland die Geschichte kollektiver Ängste im Europa des 14. - 18. Jahrhunderts. Neuausg., 9. - 16. Tsd Auflage. Reinbek bei Hamburg 1989, ISBN 978-3-499-55503-9, S. 551 f.
7. ↑  Alan Macfarlane: Witchcraft in Tudor and Stuart England: A Regional and Comparative Study. Harper & Row, 1970, ISBN 978-0-06-136009-1 (google.de [abgerufen am 30. Juli 2022]).
8. ↑  The Ends of Life, By Keith Thomas. 13. Februar 2009, abgerufen am 30. Juli 2022 (englisch).

| Personendaten    | Personendaten                                 |
| ---------------- | --------------------------------------------- |
| NAME             | Thomas, Keith                                 |
| ALTERNATIVNAMEN  | Thomas, Keith Vivian                          |
| KURZBESCHREIBUNG | britischer Historiker und Hochschulfunktionär |
| GEBURTSDATUM     | 2. Januar 1933                                |
| GEBURTSORT       | Wick, Wales                                   |